# Akai
Akai è un marchio di strumenti musicali elettronici e di prodotti di elettronica di consumo, fondata nel 1929 come Akai Electric Company Ltd., un'azienda manifatturiera giapponese. "Akai", in giapponese, significa "rosso", da cui il colore del logo. La sua sede principale è oggi a Singapore, in quanto filiale del gruppo cinese Nimble Holdings, con sede ad Hong Kong, che aveva precedentemente acquistato i marchi giapponesi Nakamichi e Sansui.

## Prodotti storici
I prodotti Akai comprendono registratori reel-to-reel, radio, audiocassette, amplificatori, videoregistratori ed altoparlanti. La Akai ha costruito un registratore/lettore 8-track, più economico rispetto ai prodotti della concorrenza e perciò molto popolare durante gli anni settanta. I modelli più noti erano quelli della Serie CR-80, oggi in uso dopo trentacinque anni dalla loro creazione.
Molti prodotti Akai furono venduti con il marchio Roberts negli Stati Uniti, con il marchio A&D in Giappone e Tensai nell'Europa occidentale.
La compagnia svizzera distributrice di prodotti Hi-Fi "Tensai International", a sua volta divisione di un sistema d'imprese Israelo-Svizzero chiamato EXTAL AG, fondato nel 1988), fu l'unico distributore ufficiale di prodotti Akai per il mercato svizzero e dell'Europa Occidentale fino al 1988.
La Akai limitò la produzione di strumenti hi-fi al solo mercato americano ed europeo verso la fine del XX secolo.

### Introduzione del display su schermo
Akai fu un marchio leader nella produzione di videoregistratori negli anni ottanta. L'Akai VS-2 fu il primo VCR dotato di display di controllo con trasmissione su schermo, originariamente denominato "Sistema di Monitor Interattivo". Con la visione delle informazioni direttamente sullo schermo della televisione, l'innovazione permise di evitare, per chi voleva programmare una registrazione, di leggere il contatore della cassetta o effettuare altre operazioni, di doverlo fare per forza direttamente dal VCR. Dopo molti anni tutte le ditte produttrici di apparecchi VCR hanno adottato il sistema del display su schermo, il cosiddetto OSD (dall'Inglese On-screen Display).

### Akai Professional
Nel 1984, una nuova divisione della compagnia fu formata per concentrarsi soprattutto sulla produzione di strumenti musicali elettronici: la nuova compagnia fu la Akai Electronic Musical Instruments Corporation o Akai Professional.

#### Primi prodotti
Il primo prodotto messo in commercio dalla nuova azienda fu il campionatore digitale a 12-bit S612, il primo di una serie di campionatori relativamente economici. Potevano eseguire un solo campione per volta, memorizzato in un floppy disk 2.8" separato. Il massimo tempo di campionamento comparato alla massima qualità audio (32kHz) era di un secondo. La tastiera-campionatore X7000, e la versione rack-mount S700 furono introdotte  nel 1986 e '87.
Altri prodotti della Akai furono i sintetizzatori analogici Akai AX80 (ad 8 voci), AX-60 ed AX-63 (a 6 voci). L'AX-60 prese in prestito molte idee dal sintetizzatore Roland Juno-106, ma con un vero VCO analogico, che permetteva al musicista anche di "sdoppiare" la tastiera (usando timbri sonori diversi nelle diverse zone della tastiera).

#### Akai MG-1212

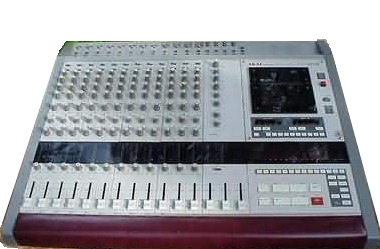
Un mixer Akai MG-1214, evoluzione del MG-1212

Nel 1985 la Akai introdusse il mixer MG-1212 (12 canali e 12 tracce registrabili). Quest'innovativo dispositivo utilizzava una bobina stile-VHS (chiamata MK-20) ed era in grado di registrare 12 tracce mixate in 10 minuti, o 20 minuti se utilizzato in velocità dimezzata. Una traccia era interamente dedicata alla registrazione completa, mentre un'altra serviva a sincronizzare lo strumento con SMPTE o MPC. Un'altra striscia di canali comprendeva un sistema DBX di tipo 1 per la riduzione del rumore e un equalizzatore semi-parametrico (con larghezze di banda fisse). Il design unico nel suo genere e la funzione di riduzione del rumore fornivano al MG-1212 una qualità di registrazione largamente superiore rispetto ad apparecchi molto più costosi che utilizzavano nastri da 1". Il MG-1212 fu più avanti rimpiazzato da una sua versione evoluta, il MG-1214, che offriva la possibilità di registrare due tracce in più. 
Nonostante ciò la Akai vendette pochi modelli di questo strumento, il suo successo non decollò mai e il MG-1212 non fu mai in grado di rivaleggiare nelle vendite con gli strumenti della serie PortaStudio della Tascam, che costavano ancor meno e utilizzavano mezzi più convenzionali, come audiocassette e nastri a bobina 1/4.

#### Altri prodotti
L'introduzione di una serie professionale di campionatori digitali cominciò con l'apparizione sul mercato del 12-bit S900 nel tardo 1985, seguito dal 16-bit S1000. Quest'ultimo fu successivamente rimpiazzato dal S3000, noto in particolare poiché conteneva un CD-ROM riscrivibile più volte e un hard disk registrabile.
La Akai produsse anche parecchi sequencer digitali MIDI e sintetizzatori digitali, come la serie degli MPC (Midi Production Center), composta da sintetizzatori e sequencer MIDI rassomiglianti a drum machines.

## Nuova proprietà
Nel 2004 la Akai corporation venne comprata dal Grande Group evitando così la bancarotta.
Sempre nello stesso anno, in seguito ad un patto di distribuzione statunitense, la Akai Professional Musical Instrument fu acquistata da Jack O'Donnoel, proprietario della Numark, un'azienda di audio-elettronica Alesis. I tre marchi operano sotto l'etichetta comune di Numark Industries, LLC of Cumberland RI.

## Prodotti recenti
Video
- Lettori DVD portatili
- Lettori DVD
- Registratori DVD
- Sistemi Home Theater
- Casse Home Theater
- Lettori VCD
- Videoregistratori

Dispositivi sonori
- Amplificatori
- Masterizzatori audiocassette
- Masterizzatori CD
- Lettori CD
- Masterizzatori DVD
- Lettori DVD per automobili
- Casse per automobili
- Monitor TFT per automobili

Tecnologie per la casa
- Condizionatori
- Refrigeratori d'aria
- Purificatori d'aria
- Congelatori
- Stufe elettriche
- Fabbricatori di ghiaccio
- Forni Microonde
- Frigorifero
- Scope elettriche
- Lavatrici

Apparecchiature digitali
- Sistema audio sorround Wireless
- Bluetooth
- Lettori MP3
- Telefoni cellulari
- Tablet

Televisori
- Televisori a colori
- Televisori LCD
- Televisori LED

Audio
- Radiosveglie
- Microlettori musicali
- Casse audio
- Lettori musicali portatili
- Impianti Hi-Fi